# Голышов
Голышов (укр. Голишів) — село в Зарянской сельской общине Ровненского района Ровненской области Украины.
Население по переписи 2001 года составляло 1086 человек. Почтовый индекс — 35315. Телефонный код — 362. Код КОАТУУ — 5624684903.